# جرذ خجول
جرذ خجول (الاسم العلمي: Rattus verecundus) (بالإنجليزية: New Guinea slender Rat)‏ هو نوع من الحيوانات يتبع جنس الجرذ من الفصيلة الفأرية.